# NGC 6837
NGC 6837 (również OCL 108) – gromada otwarta znajdująca się w gwiazdozbiorze Orła. Odkrył ją 4 września 1784 roku William Herschel. Jest położona w odległości ok. 3,1 tys. lat świetlnych od Słońca.